# Gastornis
Gastornis (dawniej Diatryma) − rodzaj prehistorycznych ptaków niezdolnych do lotu, żyjących pod koniec paleocenu i w eocenie, około 56-40 milionów lat temu. Przez pewien okres były największymi zwierzętami lądowymi. Odkryty w XIX wieku, Gastornis został opisany początkowo na podstawie znalezisk z Europy, a następnie szczątki dużego nielotnego ptaka z analogicznych wiekowo osadów z Ameryki Północnej opisano pod nazwą Diatryma. Współczesne badania ustaliły, że formy amerykańskie i europejskie reprezentują ten sam rodzaj, dlatego zgodnie z zasadą priorytetu, obowiązującą w taksonomii, przyjęto wcześniej ustanowioną nazwę rodzajową Gastornis dla form zwanych uprzednio Diatryma. Jeden z gatunków – Gastornis giganteus żył na terenach Nowego Meksyku 50 mln lat temu.
Eric Buffetaut (2013) zsynonimizował z Gastornis także azjatycki (chiński) rodzaj Zhongyuanus, utrzymując jednak jego gatunek typowy, Z. xichuanensis, jako odrębny gatunek w obrębie rodzaju Gastornis. Nie jest pewne, czym się żywił – zdaniem różnych autorów mógł być mięsożerny lub roślinożerny.

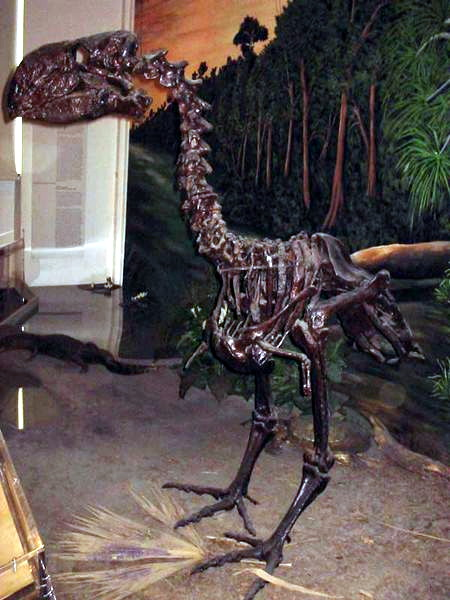
Szkielet gastornisa

## Gatunki
- Gastornis ajax
- Gastornis giganteus
- Gastornis parisiensis
- Gastornis russelli
- Gastornis sarasini
- ?Gastornis xichuanensis